# 조란 자에프
조란 자에프(마케도니아어: Зоран Заев, 1974년 10월 8일 스트루미차 ~ )는 북마케도니아의 정치인이다. 소속 정당은 마케도니아 사회민주주의 동맹이다.

## 생애
스트루미차 출신이며 스트루미차에서 초등학교, 고등학교 교육을 마쳤다. 1997년에는 스코페 성 키릴·성 메토디우스 대학교 경제학과를 졸업함과 동시에 화폐경제학 석사 학위를 취득했다.
1996년에 마케도니아 사회민주주의 동맹에 입당했고 스트루미차 지역 당대표를 2차례 역임했다. 2003년부터 2005년까지 북마케도니아 의회 의원을 역임했으며 2005년 3월 22일부터 2016년 12월 22일까지 스트루미차 시장을 역임했다. 2006년부터 2008년까지 마케도니아 사회민주주의 동맹의 부대표를 역임했다. 2013년 6월 2일에는 브란코 츠르벤코프스키의 뒤를 이어 마케도니아 사회민주주의 동맹의 대표로 선출되었다.
2016년 12월 11일에 실시된 총선거에서는 마케도니아 사회민주주의 동맹이 북마케도니아 의회의 전체 120석 가운데 49석을 차지하여 제2당 자리에 오르는 데에 공헌했고 2017년 5월 31일에는 북마케도니아의 총리로 임명되었다. 2018년 6월 17일에는 그리스의 알렉시스 치프라스 총리와 함께 프레스파 협정에 서명했다.